# 療養の給付
療養の給付（りょうようのきゅうふ）とは、健康保険法等を根拠に、日本の公的医療保険において、被保険者に対して実際の療養を保険給付として行うものである。公的医療保険における最も基本的な保険給付であり、保険者から発行された被保険者証を提出することで、被保険者は広く医療を受けることができ、国民皆保険の根幹をなす。以下では特記しない限り、健康保険法に基づいて述べる。なお、労働者災害補償保険法における療養については、労働者災害補償保険#療養補償給付・療養給付を参照のこと。
- 健康保険法について、以下では条数のみ記す。

## 概要
被保険者の疾病又は負傷に関しては、次に掲げる療養の給付（現物給付）を行う（第63条1項）。被扶養者が療養を受けたときは、家族療養費として支給が行われる（現物給付）（第110条）。日雇特例被保険者及びその被扶養者についても、保険料納付要件を満たすことにより、同様に給付が行われる（第129条）。
- 診察
  - 身体に違和がありとして診察を求めたとき、診断の結果何等疾病と認めるべき徴候がない場合にもその診断に要した費用は、療養に要した費用として請求できる（昭和10年11月9日保規338号）。
- 薬剤又は治療材料の支給
- 処置、手術その他の治療
- 居宅における療養上の管理及びその療養に伴う世話その他の看護
- 病院又は診療所への入院及びその療養に伴う世話その他の看護
- 自宅以外の場所における療養に必要な宿泊及び食事の支給（船員保険の被保険者のみ。船員保険法第53条）

以下の療養は「療養の給付」には含まない（第63条2項）。これらに対する給付は別途設けられている。詳細は各記事を参照のこと。
- 食事療養：入院時食事療養費
- 生活療養：入院時生活療養費
- 評価療養：保険外併用療養費
- 患者申出療養：保険外併用療養費
- 選定療養：保険外併用療養費

給付を受けようとする者は、やむを得ない場合を除き、被保険者証（70歳以上の者は、一部負担割合の記載された高齢受給者証も併せて）を保険医療機関（保険薬局に求められた時も同様）に提出しなければならない（施行規則第53~54条）。保険医療機関は、患者から療養の給付を受けることを求められた場合には、その者の提出する被保険者証によって療養の給付を受ける資格があることを確めなければならない。ただし、緊急やむを得ない事由によって被保険者証を提出することができない患者であって、療養の給付を受ける資格が明らかなものについては、この限りでない（保険医療機関及び保険医療養担当規則第3条）。
公的医療保険は疾病・負傷等に対して保険給付を行なうことを目的としているため、療養の給付と直接関係ないサービス等については、保険給付の対象にならない（平成17年9月1日保医発第0901002号、令和2年3月23日保医0323第1号）。
1. 日常生活上のサービスに係る費用
  - おむつ代、尿とりパット代、腹帯代、T字帯代
  - 病衣貸与代（手術、検査等を行う場合の病衣貸与を除く。）
  - テレビ代
  - 理髪代
  - クリーニング代
  - ゲーム機、パソコン（インターネットの利用等）の貸出し
  - MD、CD、DVD各プレイヤー等の貸出し及びそのソフトの貸出し
  - 患者図書館の利用料　等
2. 公的保険給付とは関係のない文書の発行に係る費用
  - 証明書代（例：産業医が主治医に依頼する職場復帰等に関する意見書、生命保険等に必要な診断書等の作成代）　等
  - 診療録の開示手数料（閲覧、写しの交付等に係る手数料）
  - 外国人患者が自国の保険請求等に必要な診断書等の翻訳料　等
3. 診療報酬点数表上実費徴収が可能なものとして明記されている費用
  - 在宅医療に係る交通費
  - 薬剤の容器代（ただし、原則として保険医療機関等から患者へ貸与するものとする。）　等
4. 医療行為ではあるが治療中の疾病又は負傷に対するものではないものに係る費用
  - インフルエンザ等の予防接種、感染症の予防に適応を持つ医薬品の投与
    - 特に感染の危険があると認められる場合は発病前といえども破傷風血清注射を行なうことは差し支えない（昭和24年7月7日保発223号）。
    - 百日咳の予防として行なう血清注射は、単なる予防的に行なうことは給付外とするが、家庭内に百日咳患者が発生し、これとともに未感染者があるときは、その感染は必然的とみられるので、この場合は給付すべきものとする（昭和27年5月26日保発138号）。
    - BCG潰瘍（二次感染を含む）は給付の対象となる（昭和28年10月13日保発222号）。

  - 美容形成（しみとり等）
    - 女子顔面黒皮症は病変が先天性のものであって、身体機能に障害のないものは給付外である。後天性に起こった異常で、他人に不快の感を与えるものであって、治療により治癒又は軽快するものであれば給付して差し支えない（昭和27年6月20日保発157号）。
    - 腋臭については、悪臭はなはだしく他人の就業に支障を生ずる事実が明らかであって、客観的に治療の必要がある場合は給付して差し支えない（昭和5年9月5日保規発445号）。
    - 斜視手術は、労務に支障を及ぼす程度の疾病と認めた場合は保険給付の範囲である（昭和24年10月26日保発310号）。
    - 火傷により筋肉が癒着し屈伸の不能甚だしく治療が未だ完成しないと認められるものに対し、整形手術又は植皮術を行なうものは、療養の給付の範囲に属する（昭和3年6月8日庶発604号）。

  - 禁煙補助剤の処方（ニコチン依存症以外の疾病について保険診療により治療中の患者に対し、スクリーニングテストを実施し、ニコチン依存症と診断されなかった場合であって、禁煙補助剤を処方する場合に限る。）
  - 治療中の疾病又は負傷に対する医療行為とは別に実施する検診（治療の実施上必要と判断し検査等を行う場合を除く。）　等
    - 定期的健康診断
      - 健康診断は、療養の給付として行ってはならない（保険医療機関及び保険医療養担当規則第20条1号ハ）。
      - 集団検診の結果疾病の疑いがあると判断された者が受ける精密検査は、計画されたものでない限り給付の対象となる（昭和39年3月18日保文発176号）。

    - 正常出産における医師の手当
      - 帝王切開など、医師の手当を必要とする異常出産の場合は給付の対象となる（昭和17年1月28日社発82号）。

    - 単なる経済的理由による人工妊娠中絶術
      - 母体保護法第14条各号の医師の認定による人工妊娠中絶術（単に経済的理由によるものを除く）は給付の対象となる（昭和27年9月29日保発56号）。
5. その他
  - 保険薬局における患家等への調剤した医薬品の持参料及び郵送代
  - 保険医療機関における患家等への処方箋及び薬剤の郵送代
  - 日本語を理解できない患者に対する通訳料
  - 他院より借りたフィルムの返却時の郵送代
  - 院内併設プールで行うマタニティースイミングに係る費用
  - 患者都合による検査のキャンセルに伴い使用することのできなくなった当該検査に使用する薬剤等の費用（現に生じた物品等に係る損害の範囲内に限る。なお、検査の予約等に当たり、患者都合によるキャンセルの場合には費用徴収がある旨を事前に説明し、同意を得ること。）
  - 院内託児所・託児サービス等の利用料
  - 手術後のがん患者等に対する美容・整容の実施・講習等
  - 有床義歯等の名入れ（刻印・プレートの挿入等）
  - 画像・動画情報の提供に係る費用（区分番号「B010」診療情報提供料(Ⅱ)を算定するべき場合を除く。）
  - 公的な手続き等の代行に係る費用　等

一方、「療養の給付と直接関係ないサービス等」とはいえないものとしては、具体的には次に掲げるものが挙げられること（平成17年9月1日保医発第0901002号、令和2年3月23日保医0323第1号）。
1. 手技料等に包括されている材料やサービスに係る費用
  - 入院環境等に係るもの（例：シーツ代、冷暖房代、電気代（ヘッドホンステレオ等を使用した際の充電に係るもの等）、清拭用タオル代、おむつの処理費用、電気アンカ・電気毛布の使用料、在宅療養者の電話診療、医療相談、血液検査など検査結果の印刷費用代）　等
  - 材料に係るもの（例：衛生材料代（ガーゼ代、絆創膏代等）、おむつ交換や吸引などの処置時に使用する手袋代、手術に通常使用する材料代（縫合糸代等）、ウロバッグ代、皮膚過敏症に対するカブレ防止テープの提供、骨折や捻挫などの際に使用するサポーターや三角巾、医療機関が提供する在宅医療で使用する衛生材料等、医師の指示によるスポイト代、散剤のカプセル充填のカプセル代、一包化した場合の分包紙代及びユニパック代）　等
  - サービスに係るもの（例：手術前の剃毛代、医療法等において設置が義務付けられている相談窓口での相談、車椅子用座布団等の消毒洗浄費用、インターネット等より取得した診療情報の提供、食事時のとろみ剤やフレーバーの費用）　等
2. 診療報酬の算定上、回数制限のある検査等を規定回数以上に行った場合の費用（費用を徴収できるものとして、別に厚生労働大臣の定めるものを除く。）
3. 新薬、新医療機器、先進医療等に係る費用
  - 薬事法上の承認前の医薬品・医療機器（治験に係るものを除く。）
  - 適応外使用の医薬品（評価療養を除く。）
  - 保険適用となっていない治療方法（先進医療を除く。）　等

給付を受けようとする者は、保険医療機関・保険薬局あるいは当該保険者が定める病院・診療所・薬局のうち、自己の選定するものから受けるものとする（第63条3項）。
保険医療機関は、懇切丁寧に療養の給付を担当しなければならず、保険医療機関が担当する療養の給付は、患者の療養上妥当適切なものでなければならない（保険医療機関及び保険医療養担当規則第2条）。

## 一部負担金
療養の給付を受ける者は、その給付を受ける際、以下の区分に応じ、当該給付につき所定の算定額に当該各号に定める割合を乗じて得た額を、一部負担金として、当該保険医療機関又は保険薬局に支払わなければならない（第74条、施行令第34条）。被扶養者についても同様である（第110条2項）。一部負担金の額は10円未満の端数を四捨五入する（第75条）。
1. 6歳に達する日以後の最初の3月31日以前である被保険者・被扶養者 - 2割。
2. 6歳に達する日以後の最初の3月31日の翌日以後であって、70歳未満である被保険者・被扶養者 - 3割。
3. 70歳以上で「現役並み所得者」とされる者 - 3割。
4. 70歳以上で3.に該当しない者 - 70歳到達月の翌月より2割（2014年（平成26年）3月31日以前に70歳に達した者は1割）。
  - 「現役並み所得者」とは、健康保険・船員保険の場合、標準報酬月額が28万円以上である被保険者及び70歳以上であるその被扶養者をいう。国民健康保険・後期高齢者医療制度の場合、市町村民税課税所得（課税標準額）が145万円以上の被保険者及びその者と同一世帯にいる70歳以上の被保険者をいう。
  - ただし3.に該当する者であっても、当該70歳以上の被保険者及びその70歳以上の被扶養者[2]の年収が合計520万円（70歳以上の被扶養者等がいない場合は383万円。70歳未満の被扶養者がいても考慮しない）に満たない場合であって、その旨を保険者に申請した場合には、3.は適用されない（4.に基づき2割ないし1割となる）。

被保険者が、震災、風水害、火災その他これらに類する災害により、住宅、家財又はその他の財産について著しい損害を受けた場合において、一部負担金を支払うことが困難であると認められるものに対し、保険者等は一部負担金の減額、免除、支払猶予（6ヶ月以内に限る）の措置が行われる（第75条の2、施行規則第56条の2）。保険医療機関等は、減免された一部負担金相当額については、審査支払機関（社会保険診療報酬支払基金又は国民健康保険団体連合会。第76条5項、平成18年9月14日保保発0914001号）に請求する。いっぽう、災害等の事情がない場合に、一般の保険医療機関が特定の被保険者に関して一部負担金の徴収を行わない取扱いは認められない（昭和32年9月2日保険発123号）。
保険医療機関は、患者から費用の支払を受けるときは、正当な理由がない限り、個別の費用ごとに区分して記載した領収証を無償で交付しなければならない（保険医療機関及び保険医療養担当規則第5条）。

### 一部負担金の推移
- 昭和32年 - ：初診100円、入院1日につき30円
- 昭和42年 - ：初診200円、入院1日につき60円
- 昭和53年1月 - ：初診600円、入院1日につき200円
- 昭和56年3月 - ：初診800円、入院1日につき500円
- 昭和59年10月 - ：1割（法本則上は2割であるが、経過措置として1割とされた）
- 平成9年10月 - ：2割（経過措置が廃止）
- 平成15年4月 - ：3割（3歳未満の者は2割、70歳以上の者は1割（「現役並み所得者」は2割））
- 平成20年4月 - ：6歳に達する日以後の最初の3月31日以前である者、及び70歳以上の者も2割にする法改正がなされたが、軽減特例措置により70歳以上の者については平成26年3月まで1割に据え置かれた。